# Johann Christian Schatt
Johann Christian Schatt, född 1756 i Hannover, död 8 november 1820, var en tysk-svensk oboist och klarinettist.
Schatt var engagerad av hertig Fredrik Adolf 1785-1789 och av hertig Karl 1789-1797. Därefter var han klarinettist i Kungliga Hovkapellet 1798-1818.
Schatt invaldes som ledamot nummer 208 i Kungliga Musikaliska Akademien den 19 februari 1802.